# 리니아

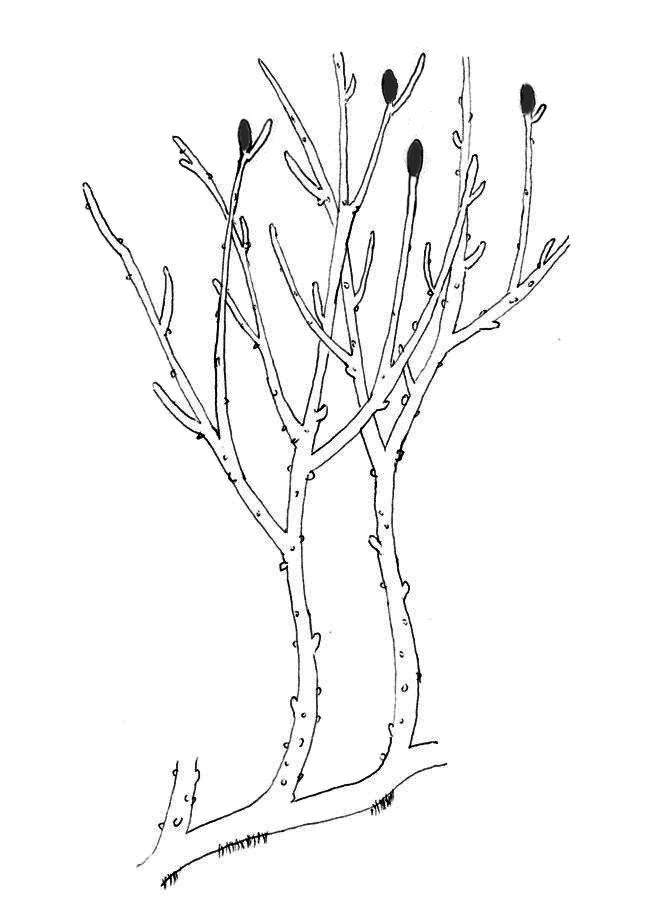

리니아(Rhynia)는 데본기 중기의 화석 식물이다. 높이는 20-50cm로, 발견된 당시에는 솔잎란과 비슷한 기는가지와 곧은줄기를 가진 식물이라고 생각되었다. 그러나 최근의 연구에 의해서 기는가지와 곧은줄기는 모두 배우체이며, 포자체는 곧은줄기에서 나누어진 작은 가지에 불과하다는 것이 밝혀 졌다. 한편, 배우체는 알려지지 않았으나 이 무리에 속하는 것으로 생각되는 식물 3가지가 있다.